# У-гун (Цінь)
У-гун (кит.: 秦武公; д/н — 678 до н. е.) — правитель царства Цінь у 698—678 роках до н. е.

## Життєпис
Походив з династії Ін. Старший син Сянь-гуна. 704 року до н. е. після смерті останнього, оскільки не було визначено офіційного спадкоємця, міністри Фудзі і Санфу сприяли отриманню трона зведеним братом Чуцзі-гуном I, за якого правили. 698 року до н. е. ті ж самі міністри вбили правителя, поставивши на трон У-гуна. Той же був доволі молодою особою на той час.
У 697 році до н. е. напав на плем'я пенсі з конфедерації жунів, завдавши супротивнику поразки йзахпоивши землі на схід до гори Хуа. 695 року до н. е. зумів знищити міністрів Фудзі і Санфу, а також їхклани. Тим самим набув самостійності у внутрішній політиці. За словами Сіма Цяня започаткував практику похоронних людських жертвоприношень у державі.
Продовжив війни проти жун. У 688—687 роках до н. е. знищив їх державу Сяого, а на захоплених землях утворив графства (бо) Гуй і Цзи (сучасний Ганьгу в Ганьсу), які передав своїм родичам. Також заснував повіти Ду і Чжен, що підпорядковувалися безпосередньо гуну.
Помер 678 року до н. е. Разом із ним було поховано 66 людей. Владу перебрав брат Де-гун, відсторонивши сина У-гун — Бая.